# Hải dương học vật lý

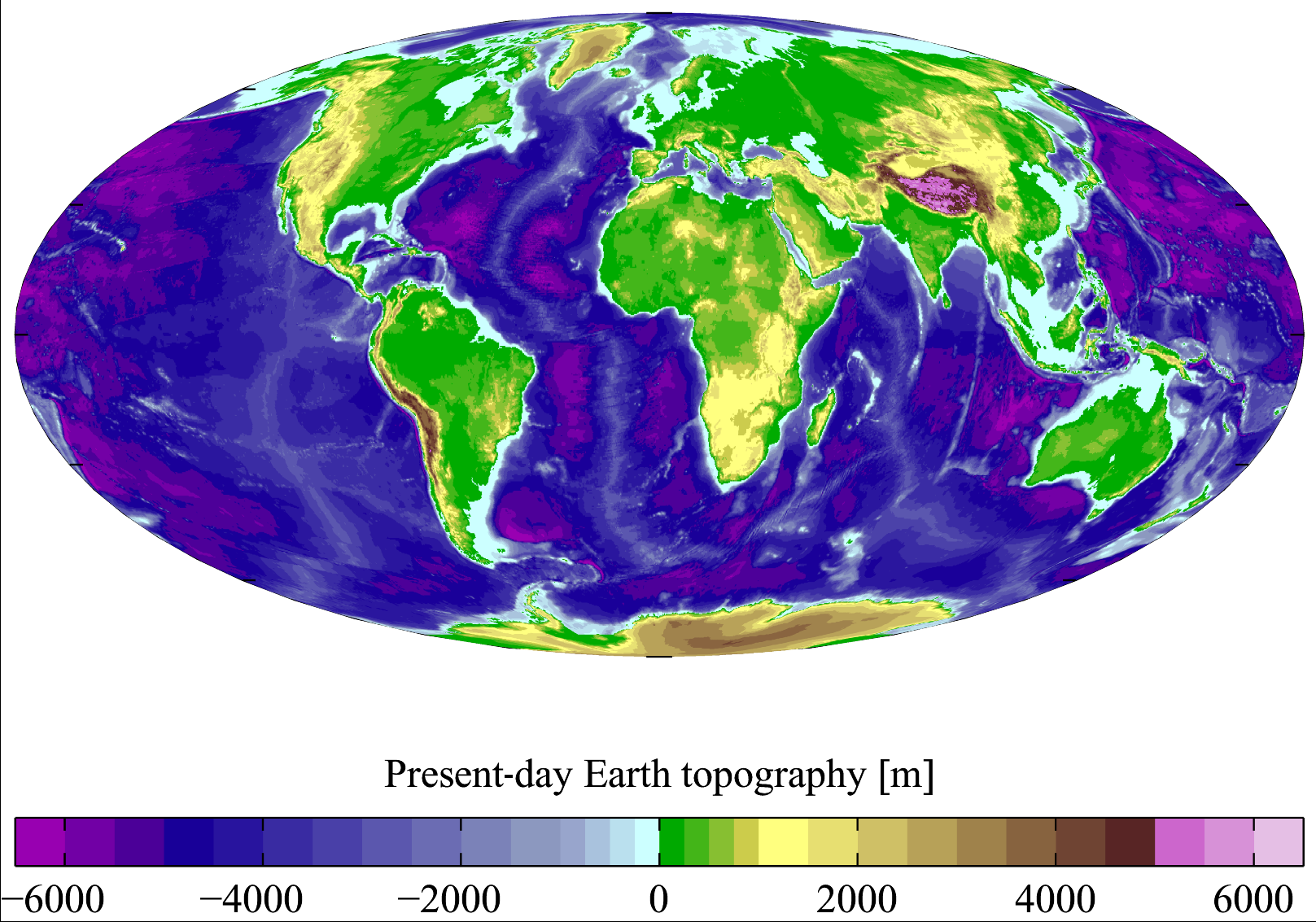
Phép đo sâu các đại dương trên thế giới.

Hải dương học vật lý, hay còn gọi là vật lý biển là bộ môn nghiên cứu các điều kiện vật lý và các chu trình vật lý trong lòng đại dương, đặc biệt là các chuyển động và thuộc tính vật lý của nước biển.
Hải dương học vật lý là một trong số một vài phân ngành thuộc ngành hải dương học. Một số phân ngành khác là hải dương học sinh học, hóa học và địa chất.
Hải dương học vật lý có thể được chia nhỏ ra thành hải dương học vật lý mô tả và động học.
Hải dương học vật lý mô tả chuyên nghiên cứu đại dương thông qua các quan sát và các mô hình số học phức tạp, thứ mô tả các chuyển động lỏng chính xác nhất có thể.
Hải dương học vật lý động học tập trung chủ yếu vào các quá trình chi phối chuyển động của chất lỏng với sự nhấn mạnh tới các nghiên cứu lý thuyết và mô hình số học. Những chuyên ngành này này là một phần của ngành lớn là Động học chất lỏng địa vật lý (Geophysical Fluid Dynamics), được chia sẻ với khí tượng học.

## Bối cảnh vật lý

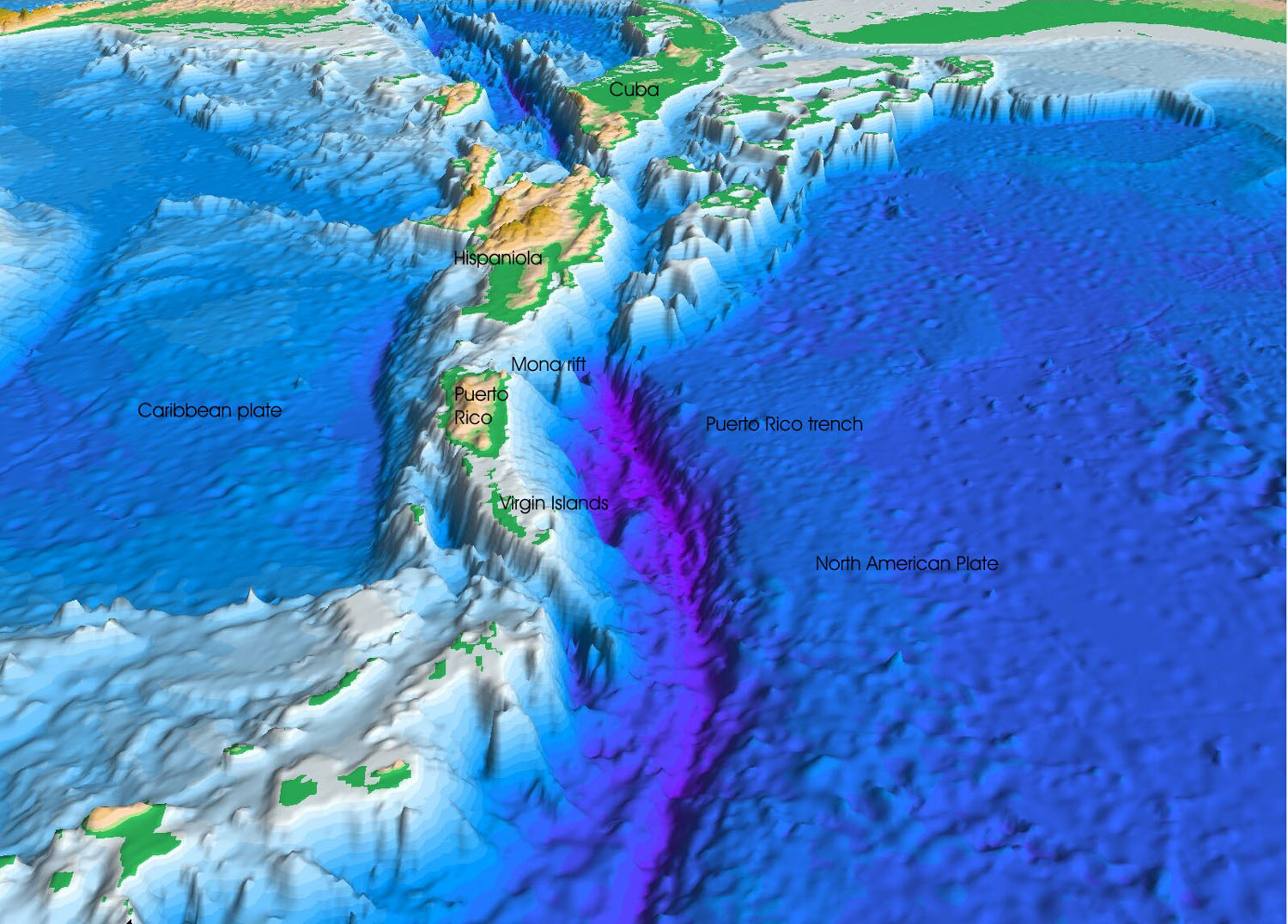
Ảnh chụp đáy biển ở Đại Tây Dương và Biển Caribbean. Phần đáy màu tím ở giữa hình là Rãnh Puerto Rico.

Gần 97% lượng nước trên hành tinh là ở các đại dương, và các đại dương là nguồn của phần lớn hơi nước ngưng đọng lại trong khí quyển và rơi xuống thành mưa hoặc tuyết trên các châu lục. Số nhiệt dung khủng khiếp của đại dương giúp điều hòa khí hậu trên hành tinh, và việc nó hấp thụ các loại khí khác nhau làm ảnh hưởng tới thành phần của khí quyển. Ảnh hưởng của đại dương thậm chí mở rộng tới cả thành phần của đá núi lửa thông qua sự biến chất dưới đáy biển, cũng như với các loại khí và mắc ma được tạo ra ở những khu vực hút chìm.